# Токийска фондова борса
Токийската фондова борса (на японски: 東京証券取引所, Tōkyō Shōken Torihikisho) е втората по големина фондова борса в света след борсата в Ню Йорк. Във финансовите среди тя се означава с кодовете TSE или TYO. Борсовото капитализиране на Токийската фондова борса (ТФБ) превишава капитализацията на борсите в Ню Йорк и в Западна Европа и има предположения, че именно тя е най-голяма в света, но не е така отворена за световната икономика както американските и европейските.
ТФБ обслужва предимно японски и някои американски корпорации, като в това число влизат и банкови структури, въпреки че се наблюдава интернационализиране на нейната дейност. Като пречка за търгуване на финансови инструменти на ТФБ се посочват големите формалности по получаването на достъп. Основните конкуренти на ТФБ в региона са борсите в Сеул, Тайпе, Сидни и Хонконг. На ТФБ се падат 80 % от борсовата търговия в Япония, а 20% – на другите японски фондови борси.
ТФБ е основана през 1878 г., но началото на търговията с акции се поставя едва през 1949 г. През 1956 г. на борсата са приети за търговия облигации, а през 1966 г. – и държавни ценни книжа. Акциите, които се търгуват на ТФБ, се регистрират в 2 списъка (секции) – първият датира от 1949 г., а вторият – от 1961 г. В първия се включват акции, към които има по-високи изисквания. Поради тази причина желаещите да търгуват акции трябва да преминат през втория списък и след постигане на определени резултати могат да преминат в първия списък.
През 1982 г. е инсталирана електронна терминална система, която първоначално се използва за търговията на акции от втория списък, но през 1985 г. в нея се включват и акциите от първия.
Официалният индекс на ТФБ е Nikkei Stock Average и се изчислява от 1949 г., като включва 225 вида акции. Формира се като средна аритметична стойност.
Борсата принадлежи на Japan Exchange Group (JPX), холдингова компания, която също е листвана (TYO:8697). JPX е образувана в резултат от сливането с Осакската борса; процесът на сливане започва през 2012 г., когато това сливане е одобрено от Японската комисия по справедлива търговия. Самата JPX започва да работи на 1 януари 2013 г.
ТФБ е изцяло под държавен контрол, осъществяван от Министерството на финансите на Япония. Органите на управление са Общото събрание на Управителния съвет, съставен от 23 членове.